# Os Corrals
Os Corrals (en castellà Loscorrales, oficialment Loscorrales/Os Corrals) és un municipi aragonès situat a la província d'Osca i enquadrat a la comarca de la Foia d'Osca.